# Filolitite
La filolitite è un minerale.

## Etimologia
Il nome deriva dal greco φὶλος, phìlos, cioè amico e λίθος, lìthos, cioè pietra, minerale, in onore dell'associazione statunitense di collezionisti e amatori di mineralogia Friends of Mineralogy.